# Thomas J. Dodd
Thomas Joseph Dodd (ur. 15 maja 1907 w Norwich (Connecticut), zm. 24 maja 1971 w Pawcatuck w Connecticut) – amerykański senator i kongresmen.

## Życiorys
W 1930 ukończył Providence College, a w 1933 Yale University Law School, w 1933 i 1934 był specjalnym agentem FBI, a 1935–1938 stanowym dyrektorem National Youth Administration (NYA) w Connecticut. W latach 1938–1945 był asystentem prokuratora generalnego USA, 1945-1946 kierownikiem składu orzekającego ze strony USA w Międzynarodowym Trybunale Wojskowym w Norymberdze, 1947-1953 prowadził prywatną działalność prawniczą w Hartford. Od 3 stycznia 1953 do 3 stycznia 1957 zasiadał w Kongresie USA z ramienia Demokratów, w 1956 startował bez powodzenia w wyborach do Senatu, uzyskał elekcję w 1958 i reelekcję w 1964; zasiadał w Senacie od 3 stycznia 1959 do 3 stycznia 1971 (w 1970 startował w wyborach bez powodzenia). Był przewodniczącym senackiej podkomisji ds. przestępczości nieletnich. W 1967 został potępiony przez Senat USA z powodu popełnienia występku finansowego. Reprezentował konserwatywny odłam Partii Demokratycznej. W 1966 odegrał istotną rolę w delegalizacji LSD w USA. Był ojcem senatora Christophera Dodda.
14 kwietnia 1947 Rada Państwa nadała mu Krzyż Oficerski Orderu Odrodzenia Polski.